# Cymopterus purpureus
Cymopterus purpureus är en flockblommig växtart som beskrevs av Sereno Watson. Cymopterus purpureus ingår i släktet Cymopterus och familjen flockblommiga växter. Inga underarter finns listade i Catalogue of Life.